# Muller Dinda
Muller Dinda (Moanda, 22 de setembro de 1995) é um futebolista profissional gabonense que atua como meia.

## Carreira
Muller Dinda fez parte do elenco da Seleção Gabonense de Futebol da Olimpíadas de 2012.